# Звучни топ
Далекометни акустични уређај (енгл. Long-range acoustic device, LRAD) или звучни топ је специјализовани звучник који емитује звук велике снаге за комуникацију преко великих дистанци. Такође се користи као оружје које стввара фокусирани сноп звука или ултразвука, други производе звучно поље подручја. Коришћен је за разбијање демонстрација што је довело до трајног оштећења слуха због велике буке (до 160 dB на један метар од уређаја).

## Историја
У октобру 2000. на Ју-Ес-Ес Кол, амерички разарач извршен је самоубилачки напад Ал Каиде, користећи мали чамац препун експлозива. Поморско особље на Колу није могло бити сигурно да њихове поруке стижу до чамац да би евентуално спречиле напад. Брод је тешко оштећен, а погинуло је 17 морнара америчке морнарице, а 37 је повређено.
Након овог напада, морнарице широм света су направиле неколико промена у политици, док је Америчка технолошка корпорација (која је ребрендована у ЛРАД Корпорејшн 2010. и у Џинасис крајем октобра 2019.) створила и развила АХД тржиште, што је укључивало лансирање свог власничког далекометног акустичног уређаја. Користећи ову нову технологију, поморско особље је имало могућност да контактира бродове који им сеприближавају, који нису одговарали на радио позиве са удаљености од преко 3.000 м, омогућавајући им да на одговарајући начин реагују на време и избегну опасност.
Од тада се технологија развијала и ширила. Џинасис је 2012. лансирао своје системе масовног обавештавања засноване на гласу, а 2019. свој обједињени вишеканални систем за критичне комуникације и безбедност предузећа.
ЛРАД уређаји су постали широко коришћени за комуникацију, а све више и за контролу масе у низу окружења, укључујући грађанске немире и протесте.

## Употреба и примена
Звучни таласи изузетно велике снаге могу пореметити или уништити бубне опне мете и изазвати јак бол или дезоријентацију. Ово је обично довољно да се особа онеспособи. Мање снажни звучни таласи могу изазвати мучнину или нелагодност код људи.
Могућност уређаја који производи фреквенцију која изазива вибрације очних јабучица, а самим тим и изобличење вида, предложио је истраживач паранормалног Вик Танди 1990-их, док је покушавао да демистификује „уклетство“ лабараторије у Ковентрију. Ову сабласт карактерисало је осећање нелагодности и неодређени одрази привиђења. Тандијево истраживање довело је до открића да новоинсталирани вентилатор ствара инфразвук од 18,9 Hz, 0,3 Hz и 9 Hz.
Акустични уређај дугог домета (LRAD) производи конус од 30 степени чујног звука на фреквенцијама унутар спектра људског слуха (20 - 20.000 Hz). ЛРАД је користила посада брода за крстарење 2005. године  да одврати пирате који су јурили и напали брод. Овај уређај и други сличног дизајна су чешће коришћени за растјеривање демонстраната и изгредника у покушајима контроле масе. Сличан систем се назива "магнетни акустични уређај".
Звучни уређаји против комараца су коришћени у Уједињеном Краљевству да одврате тинејџере да се задржавају око продавница у циљаним областима. Уређај ради тако што емитује експлозију ултра високе фреквенције (око 19.000–20.000 Hz) којима су тинејџери или људи млађи од 20 година подложни и који им је непријатно. Губитак слуха који је повезан са годинама очигледно спречава да звук ултра-високог тона изазива сметњу онима у касним двадесетим и више, иако то у потпуности зависи од ранијег излагања младе особе високим нивоима звучног притиска. Грчке власти користиле су звучне топове 2020. и 2021. године да одврате мигранте на турској граници.
Звук високе амплитуде одређеног узорка на фреквенцији блиској врхунцу осетљивости људског слуха (2.000–3.000 Hz) се користи као средство за одвраћање од провала.
Неке полицијске снаге су користиле звучне топове против демонстраната, на пример током самита Г20 у Питсбургу 2009. године, немира у Фергусону 2014. године. 
Пријављено је да су се звучни напади можда догодили у америчкој амбасади на Куби 2016. и 2017. године, што је довело до здравствених проблема, укључујући губитак слуха, код запослених у влади САД и Канаде у амбасадама САД и Канаде у Хавани. Међутим, новији извештаји претпостављају да је микроталасна енергија узрок или да се њихова тела преваре преко масовног психогеног стања изазваног продуженим периодима стреса, као што је рад у амбасади нације која се сматра непријатељском према вашој.

## Истраживања
Студије су откриле да излагање ултразвуку високог интензитета на фреквенцијама од 700.000 Hz до 3,6 MHz може изазвати оштећење плућа и црева код мишева. Обрасци откуцаја срца након виброакустичне стимулације довели су до озбиљних негативних последица као што су атријални треперење и брадикардија.

### Остале последице
Екстра-аурални (који нису повезани са слухом) биоефекти на различите унутрашње органе и централни нервни систем укључивали су померање слуха, промену вибротактилне осетљивости, контракцију мишића, промену кардиоваскуларне функције, ефекте на централни нервни систем, ефекте на вестибуларне (унутрашње уво) и ефекте на зид грудног коша/плућно ткиво. Истраживачи су открили да излагање сонару ниске фреквенције може довести до значајних кавитација, хипотермије и смицања ткива. Нису препоручени накнадни експерименти. Тестови изведени на мишевима показују да се праг за оштећење плућа и јетре јавља на око 184 dB. Штета се брзо повећава како се повећава интензитет. Амерички институт за ултразвук у медицини изјавио је да није било доказаних биолошких ефеката повезаних са нефокусираним звучним снопом интензитета испод 100 mW/cm² СПТА или фокусирани звучни снопови испод нивоа интензитета од 1 mW/cm² СПТА.
Неуролошки поремећаји изазвани буком код ронилаца изложених континуираним нискофреквентним тоновима у трајању дужем од 15 минута су у неким случајевима укључивали развој тренутних и дуготрајних проблема који утичу на мождано ткиво. Симптоми су били слични онима код особа које су претрпеле лакше повреде главе. Једна теорија за узрочни механизам је да је продужено излагање звуку довело до довољног механичког напрезања можданог ткива да изазове енцефалопатију. Рониоци и водени сисари такође могу задобити повреде плућа и синуса од звука високог интензитета, ниске фреквенције. Ово је због лакоће са којом нискофреквентни звук прелази из воде у тело, али не и у било које џепове гаса у телу, који рефлектују звук због неусклађене акустичне импедансе.